# NGC 5210
NGC 5210 ist eine 13,2 mag helle spiralförmige Radiogalaxie vom Hubble-Typ Sa im Sternbild Jungfrau nördlich der Ekliptik. Sie ist schätzungsweise 305 Millionen Lichtjahre von der Milchstraße entfernt und hat einen Durchmesser von etwa 130.000 Lichtjahren.
Im selben Himmelsareal befinden sich u. a. die Galaxien NGC 5208, NGC 5209, NGC 5212, NGC 5224.
Das Objekt wurde am 13. April 1784 von Wilhelm Herschel mit einem 18,7-Zoll-Spiegelteleskop entdeckt, der sie dabei mit „eF, S“ beschrieb.